# Kaharłyk (obwód odeski)
Kaharłyk – wieś na Ukrainie, w obwodzie odeskim, w rejonie bielajewskim. W 2001 roku liczyła 1637 mieszkańców.